# 鷹山
鷹山（たかやま）は、京都の祇園祭の山鉾の1つ。曳山
2022年より巡行に復帰した。巡行順は10番目でくじ取らず

## 概要

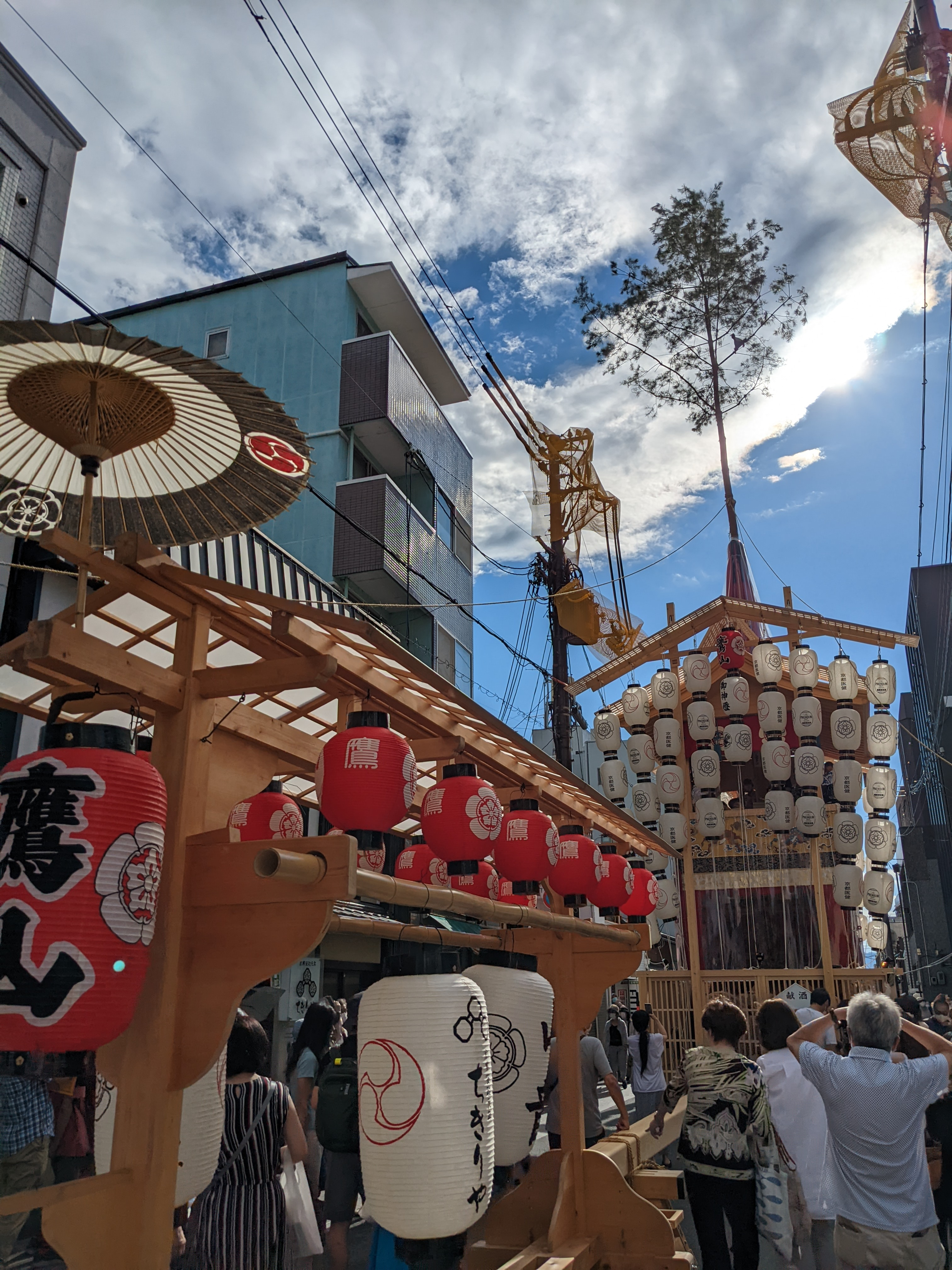
巡行前の鷹山（2022年）

所在地は京都市中京区三条通室町西入ル衣棚町。応仁の乱以前に起源を持ち、「後祭」で大船鉾の直前を巡行した「くじ取らず」の大規模な曳山だったが、文政9年（1826年）に激しい夕立に遭って懸装品を汚損したことを理由に休山していたところ、元治元年（1864年）の禁門の変による大火（どんどん焼け）で御神体と鉦を残して焼失した。この御神体と鉦は「鷹山装飾品」として京都市の有形民俗文化財に指定された。
長く宵々山と宵山の両日に残された御神体と懸装品が同山の町内で展示されるのみで、一般への粽の販売も行わないという控えめな居祭（いまつり）を行っていた。1972年からしばらくは、宝物の一般公開もせず神名を記した掛け軸を祀るだけという居祭を行ったこともあった。
しかし、2014年の大船鉾の復活にも触発され、2014年に鷹山の囃子方が活動を開始した。2015年には一般財団法人鷹山保存会が発足し、2016年1月には公益認定を受け、公益財団法人鷹山保存会となった。2015年の祇園祭から粽等の授与や祇園囃子の演奏を復活させ、2017年には禁門の変で焼け残った鉦の成分分析に基づいて新しい鉦を鋳造した。同年、京都芸大における「鷹山復興プロジェクト」で、在学生・教員と鷹山保存会と協力し、衣装や裾幕などのデザインに取り組みが始まった。本来、2026年までの復興・巡行参加を目標としてきたが、多くの他の鉾から中古部材の提供が受けられることになったため予定を前倒しし、2022年の巡行復帰を目指すと発表された。2019年より唐櫃巡行を行なっている。
2022年、新型コロナウイルスで2年連続中止された山鉾巡行が再開することが発表され、鷹山も巡行復帰することになった。